# Faroa amara
Faroa amara är en gentianaväxtart som beskrevs av Ernest Friedrich Gilg och John Gilbert Baker. Faroa amara ingår i släktet Faroa och familjen gentianaväxter. Inga underarter finns listade i Catalogue of Life.